# Konventionen om inspektion av emigranter ombord på fartyg
Konventionen om inspektion av emigranter ombord på fartyg (ILO:s konvention nr 21 angående inspektion av emigranter ombord på fartyg, Convention concerning the Simplification of the Inspection of Emigrants on Board Ship) är en konvention som antogs av Internationella arbetsorganisationen (ILO) den 5 juni 1926 i Genève. Konventionen specificerar under vilka villkor inspektioner av utländska fartyg får genomföras. Konventionen består av 15 artiklar.

## Ratificering
Konventionen har ratificerats av 33 stater, varav 5 har sagt upp den i efterhand. De länder som har ratificerat och inte sagt upp konventionen är:
| Argentina     |
| Österrike     |
| Bangladesh    |
| Brasilien     |
| Bulgarien     |
| Colombia      |
| Kuba          |
| Tjeckien      |
| Danmark       |
| Finland       |
| Indien        |
| Irland        |
| Japan         |
| Luxemburg     |
| Malta         |
| Mexiko        |
| Burma         |
| Nederländerna |
| Nicaragua     |
| Norge         |
| Pakistan      |
| Panama        |
| Slovakien     |
| Sverige       |
| Uruguay       |
| Venezuela     |